# Dave Broadfoot
Pour les articles homonymes, voir Broadfoot.
Dave Broadfoot est un acteur canadien; né le 5 décembre 1925 à North Vancouver (Canada) et mort le 1er novembre 2016.

## Filmographie

### Cinéma
- 1971 : Tiens-toi bien après les oreilles à Papa
- 1972 : One Hand Clapping
- 1972 : The Sloane Affair
- 1972 : Quelques arpents de neige
- 1973 : Quand c'est parti, c'est parti (J'ai mon voyage!)
- 2002 : Duct Tape Forever : Mountie

### Télévision
- 1960 : Junior Roundup (série TV)
- 1970 : Comedy Café (série TV)
- 1970 : Comedy Crackers (série TV) : rôle régulier
- 1970 : Zut! (série TV) : rôle régulier
- 1973 : Some of My Best Friends Are Men (série TV) : rôle régulier
- 1980 : Bizarre (série TV) : différents rôles
- 2004 : XPM (série TV) : secrétaire